# Aragonés bergotés
El aragonés bergotés o simplemente bergotés es la variedad dialectal del aragonés, dentro del bloque central, hablada en el valle de Broto, en el Sobrarbe (Huesca, España), esto es, en las localidades de Torla-Ordesa, Broto, Oto, Guasa, Sarvisé, Ayerbe de Broto, Asín, Yosa, Linás de Broto, Víu de Linás y Fragén. De entre estas localidades, Broto figura en el Atlas Lingüístico y Etnográfico de Aragón, Navarra y la Rioja (ALEANR) con las siglas Hu 106, por lo que se conoce relativamente bien el léxico de interés etnográfico.
En realidad el aragonés en el valle de Broto presenta las mismas características básicas que en el valle de Vio y es la misma habla comarcal. La denominación de bergotés no es tradicional, y su distinción es producto de publicaciones filológicas que describían las características del aragonés de lugares muy concretos y después designaban el habla de esos sitios con denominaciones derivadas de gentilicios.

## Fonética
Conserva, como el aragonés del valle de Vio, las diptongaciones -ia- y -ua- de las Ĕ y Ŏ cortas latinas en femenino acabadas en a (buana, cuasta). Este tipo de diptongaciones han sido consideradas tradicionalmente como arcaísmos que en el aragonés preliterario se producían desde la Jacetania hasta la Ribagorza, aunque puede haber otras explicaciones.
- COSTA > cuasta (cuesta en aragonés general).
- BONU > buano (bueno)
- TEMPU > tiampo (tiempo),
- QUAESITU > quiasto (quiesto)
- PONTE > puande (puent).

Hay restos de la evolución de la -LL- hacia sonidos cacuminales tipo -ts, -t-, -ch-, -s- (análogos a la che vaqueira del asturiano), pero que no es -ch- como en tensino, sino -t-. Esto lo encontramos muy a menudo en la toponimia: Cotata (de collata), Vate (de val), Andecastieto (de ANTE y CASTELLUM). En el habla viva se documentaba por lo menos en la segunda mitad del siglo XX en palabras como:
- Cingleto:[3] cingliello.
- Vetieto:[3] vetiello, y como puede verse el diptogno -ie- general en aragonés y no con el diptongo -ia-.
- Mandiata:[3] mantiella.
- Vertubieto,[4] derivado del latín VERTIBELLUM, es vertubillo actualmente en otras variantes de aragonés.

## Morfología
Los artículos son o, os, a, as como en aragonés general, pero con la diferencia que os convive con es, y que en posición intervocálica tenemos ro, ros, ra, ras, (evolución de la -LL- latina hacia -r- coincidiendo con el gascón: ILLA > ra en bergotés, era en gascón).
- Baixa ta ro patio (ortográficamente baixa ta lo patio).